# Маліч Олег Володимирович
Оле́г Володи́мирович Ма́ліч (нар. 27 травня 1960 у місті Запоріжжя) — член Української соціал-демократичної партії; ВР України, член фракції «Блок Юлії Тимошенко» (листопад 2007 — вересень 2010), член Комітету з питань національної безпеки і оборони (з грудня 2007), член Спеціальної контрольної комісії ВР України з питань приватизації (з грудня 2007).

## Освіта
Київський інститут народного господарства, факультет економіки праці та математично-технічного постачання (1981), економіст. Українська академія державного управління при Президентові України (2003), магістр державного управління.

## Трудова діяльність
- 1978—1980 — реквізитор Київського академічного театру російської драми імені Лесі Українки.
- 1980—1981 — сушильник ВО «Кристал», місто Київ.
- 1981—1983 — служба в армії.
- 1983—1988 — служба в органах внутрішніх справ.
- 1989—1990 — керівник комерційно-транспортного відділу Укроб'єднання «Експрес».
- 1990—1992 — керівник АПК орендно-виробничого кооперативу «Княжий».
- 1992—1994 — директор фірми «Маві».
- 1995 — директор фірми «Далі».
- 1995—1998 — заступник генерального директора ТОВ «Метал-М».
- 1998—2002 — голова Вишгородської райради.
- З 2002 — заступник голови наглядової ради АТ «Київська пересувна механізована колона № 2».

Народний депутат України 6-го скликання з листопада 2007 по грудень 2012 від Блоку Юлії Тимошенко, № 120 в списку. На час виборів: заступник голови наглядової ради АТ «Київська пересувна механізована колона-2», член Української соціал-демократичної партії.

## Діяльність
27 квітня 2010 року голосував за ратифікацію угоди Януковича — Медведєва, тобто за продовження перебування ЧФ Росії на території України до 2042 р.
5 червня 2012 голосував за Закон про засади мовної політики, який де-факто запроваджує російську мову у всіх царинах життя України.
10 серпня 2012 року у другому читанні проголосував за Закон України «Про засади державної мовної політики», який суперечить Конституції України, не має фінансово-економічного обґрунтування і спрямований на знищення української мови. Закон було прийнято із порушеннями регламенту.